# Eubacterium cellulosolvens
Eubacterium cellulosolvens è una specie di batterio appartenente alla famiglia delle Eubacteriaceae.